# كسنيا سولو
كسنيا سولو هي ممثلة كندية ولاتفيا (وحملت سابقاً جنسية الاتحاد السوفيتي)، ولدت في 8 أكتوبر 1987 في لاتفيا.

## أعمال

### أفلام
- (2010) بلاك سوان[5]
- (2016) حيوان أليف

### مسلسلات
- جواسيس واشنطن
- كولد كيس

## وصلات خارجية
- كسنيا سولو على موقع IMDb (الإنجليزية)
- كسنيا سولو على موقع ميتاكريتيك (الإنجليزية)
- كسنيا سولو على موقع روتن توميتوز (الإنجليزية)
- كسنيا سولو على موقع قاعدة بيانات الأفلام العربية
- كسنيا سولو على موقع ألو سيني (الفرنسية)
- كسنيا سولو على موقع تيرنر كلاسيك موفيز (الإنجليزية)
- كسنيا سولو على موقع أول موفي (الإنجليزية)
- كسنيا سولو على موقع قاعدة بيانات الأفلام السويدية (السويدية)
- كسنيا سولو على موقع إن إن دي بي (الإنجليزية)
- كسنيا سولو على موقع قاعدة بيانات الفيلم (الإنجليزية)